# Elmir Alimzjanov
Elmir Eldarovitj Alimzjanov (kazakiska: Эльмир Эльдарович Алимжанов), född 5 oktober 1986 i Almaty, är en kazakisk fäktare som tävlar i värja.

## Karriär
Vid olympiska sommarspelen 2012 i London blev Alimzjanov utslagen i åttondelsfinalen i värja av sydkoreanske Jung Jin-sun. Vid olympiska sommarspelen 2024 i Paris blev han utslagen i åttondelsfinalen i värja av italienske Federico Vismara. I lagtävlingen i värja slutade Alimzjanov på sjätte plats tillsammans med Ruslan Kurbanov, Jerlik Sertaj och Vadim Sjarlaimov.